# Hoplitis brunnescens
Hoplitis brunnescens är en biart som först beskrevs av Raymond Benoist 1950.  Hoplitis brunnescens ingår i släktet gnagbin, och familjen buksamlarbin. Inga underarter finns listade i Catalogue of Life.